# Canton de Roissy-en-Brie
Le canton de Roissy-en-Brie est une ancienne division administrative française, située dans le département de Seine-et-Marne et la région Île-de-France.

## Composition
Le canton de Roissy-en-Brie regroupait 3 communes de 1973 jusqu'en mars 2015 :
- Ozoir-la-Ferrière, 20 511 habitants
- Pontcarré, 2 015 habitants
- Roissy-en-Brie, 22 107 habitants

## Représentation
| Période              | Période | Identité            | Étiquette | Qualité |
| -------------------- | ------- | ------------------- | --------- | --- |
| Canton créé en 1973. |         |                     |           | |
| 1973                 | 1979    | M. Berthet          | PCF       | Adjoint au maire de Roissy-en-Brie |
| 1979                 | 1985    | Jacques Heuclin     | PS        | Contrôleur de gestion, pilote automobile Maire de Pontault-Combault (1977-2007) Élu en 1985 dans le nouveau canton de Pontault-Combault |
| 1985                 | 1992    | Louis Reboul        | PS        | Directeur d'hôpital Maire de Roissy-en-Brie (1977-1995)                                                                                 |
| 1992                 | 1998    | Bernard Dizier      | PS        | Administrateur à EDF Adjoint au maire de Roissy-en-Brie                                                                                 |
| 1998                 | 2011    | François Perrussot  | PS        | Fonctionnaire territorial Ancien adjoint au maire de Roissy-en-Brie                                                                     |
| 2011                 | 2015    | Jean-François Oneto | UMP       | Chef d'entreprise Maire d'Ozoir-la-Ferrière (depuis 2001) Élu en 2015 dans le canton d'Ozoir-la-Ferrière                                |

## Démographie
| 1990   | 1999   | 2006   | 2011   | 2012   |
| ------ | ------ | ------ | ------ | ------ |
| 39 467 | 42 216 | 43 400 | 44 573 | 44 626 |